# Milouš Jakeš
 (novembre 2010).
Si vous disposez d'ouvrages ou d'articles de référence ou si vous connaissez des sites web de qualité traitant du thème abordé ici, merci de compléter l'article en donnant les références utiles à sa vérifiabilité et en les liant à la section « Notes et références ».
Milouš Jakeš ou Miloš Jakeš (né le 12 août 1922, à České Chalupy en République tchèque et mort le 10 juillet 2020) est un homme politique tchécoslovaque.

## Biographie
Né dans une famille pauvre, il travaille comme ouvrier à partir de 1937 dans l'entreprise de chaussures Bata et adhère au Parti communiste en 1950, où il est recruté comme permanent. Il part étudier à Moscou entre 1955 et 1958, comme nombre de futurs dirigeants des pays socialistes. Après l'invasion soviétique de 1968, il se rallie à la faction la plus dure du PC et devient un artisan zélé de la « normalisation ». Élu président de la commission de contrôle et membre du bureau politique, il devient l'arbitre entre différentes factions et remplace Gustáv Husák comme Secrétaire général du PC en décembre 1987. Il se montre alors -officiellement- un partisan de la perestroïka soviétique, mais reste hostile à tout dialogue avec les opposants au régime : sous son mandat, le futur président Václav Havel sera emprisonné et les églises chrétiennes, notamment l'Église catholique, feront l'objet de persécutions continues. Ayant reçu une instruction assez élémentaire, il devient célèbre pour ses gaffes et ses confusions entre le mots : des humoristes tchèques le surnommaient « jakeshita, parce que, comme un ordinateur il a 10 000 fonctions, mais, celui-là, n'a aucune mémoire ».
En novembre 1989, il est tenté par une politique de répression aveugle, mais il est révoqué de son poste pour être remplacé par Karel Urbánek, ancien chef de gare, dont la seule décision notable sera de faire abolir le rôle dirigeant du PC par l'Assemblée fédérale.
Après la Révolution de velours, il fera l'objet de poursuites judiciaires pour trahison, pour avoir envisagé avec les Soviétiques la formation d'un gouvernement « ouvrier-paysan » à l'image de celui de Janos Kadar en Hongrie en 1956 ; les Soviétiques abandonneront ces démarches quand ils obtiendront de la direction du PCT, transportée de force à Moscou, sa soumission. L'action judiciaire du gouvernement tchèque restera sans succès.
Il a publié des mémoires, Deux ans comme secrétaire général, dans lesquels il compare la période communiste en Tchécoslovaquie à la période hussite.